# Siegmund Brandt
Siegmund Brandt (* 17. Juli 1936 in Berlin; † 28. August 2016 in München) war ein deutscher Physiker und Hochschullehrer.

## Leben
Brandt, Sohn von Leo Brandt, studierte Physik an der Universität Bonn mit Abschluss 1959. Gegenstand seiner von Wolfgang Paul betreuten Diplomarbeit war der Bau einer kleinen Blasenkammer für Experimente am Bonner 500 MeV Elektronensynchrotron. 1961 wechselte Brandt zum CERN, wo er an der Analyse der Pion-Proton-Wechselwirkungen mitarbeitete, die
an der dortigen Wasserstoffblasenkammer bei Energien von 10 GeV gemessen wurden. 1962–1965 arbeitete er dort mit Festanstellung. 1963 wurde er mit seiner Dissertation Wechselwirkung von negativen π-Mesonen eines Impulses von 10 GeV/c mit Protonen unter besonderer Berücksichtigung der Erzeugung von Paaren seltsamer Teilchen und die Methoden zur Auswertung von Blasenkammerbildern von der Universität Bonn promoviert. 1966 habilitierte er sich mit der Habilitationsschrift Neuere Ergebnisse zur Pion-Proton-Streuung bei hohen Energien an der Universität Heidelberg. Darauf wurde er Wissenschaftlicher Rat im Institut für Hochenergiephysik der Universität Heidelberg.  1971 wurde die Finanzaffäre des Institutsdirektors Heinz August Filthuth publik, der schließlich 1973 vom Heidelberger Landgericht wegen Betruges und Untreue verurteilt wurde.
1972 wurde Brandt als Professor der Physik an die neue Universität Siegen berufen. Gleichzeitig wurde er Gründungssenator und Mitglied des Gründungsrektorates der Hochschule. Er beteiligte sich mit seiner Gruppe am PLUTO-Experiment am DESY. Mit der Analyse von Drei-Jet-Ereignissen der Gluonbremsstrahlung trug er zur Entdeckung des Gluons 1979 bei, wofür die beteiligten Wissenschaftler 1995 den Special High Energy and Particle Physics Prize erhielten. Nach den Arbeiten am DESY beteiligte er sich am von Jack Steinberger geleiteten ALEPH-Experiment am CERN. 2001 wurde er emeritiert.
1982–2002 war Brandt Mitglied des wissenschaftlich-technischen Rates des Forschungszentrums Jülich. Am DESY war er Mitglied des Wissenschaftlichen Rates und 1990–1993 dessen Vorsitzender. 2011 wurde er ausländisches Mitglied der Polska Akademia Umiejętności.